# Peter Michal Bohúň

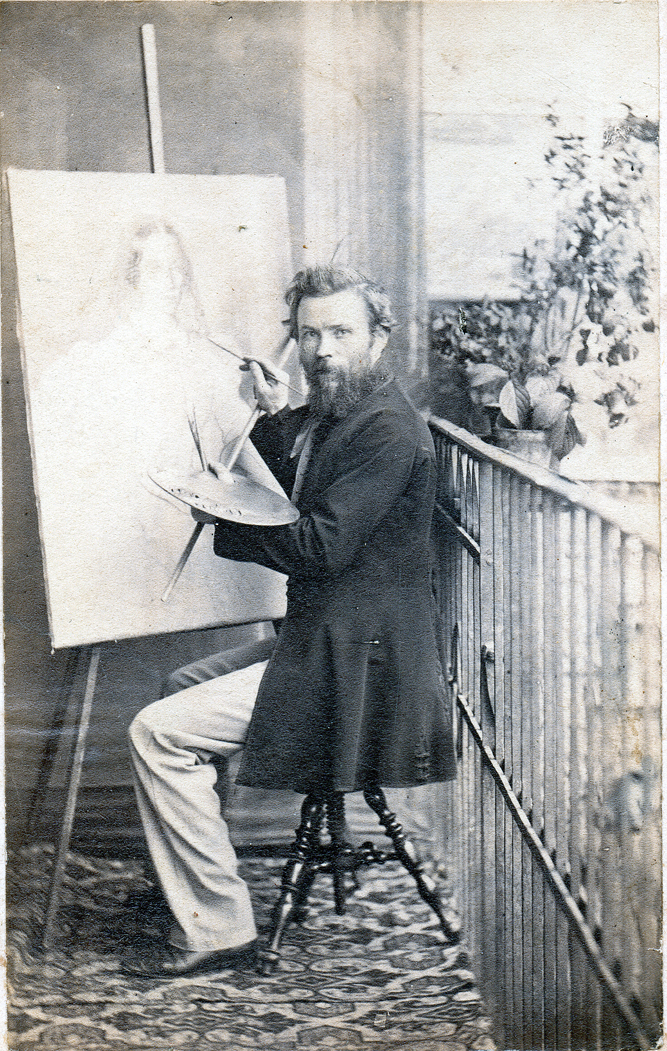
Peter Michal Bohúň (ca. 1860)

Peter Michal Bohúň (* 29. September 1822 in Veličná, damals Kaisertum Österreich, heute Slowakei; † 20. Mai 1879 in Biała, Österreich-Ungarn, heute Bielsko-Biała in Polen) war ein slowakischer Maler.

## Werdegang
Bohúň stammt aus der Familie eines evangelischen Priesters. Seine Ausbildung erhielt er zuerst in der Volksschule in seinem Heimatort im Komitat Arwa, später am Gymnasium in Gemerská Hôrka im Komitat Gemer und Kleinhont. Ab 1836 besuchte er ein evangelisches Lyzeum in Leutschau, bevor dieses 1841 wegen ethnischer Unruhen durch die ungarische Regierung geschlossen wurde. Danach ging er nach Kesmark, wo er bis 1843 Jura studierte, und begann in seiner Freizeit zu malen. 
Nach dem Abschluss seiner Jurastudien entschloss sich Bohúň, professioneller Maler zu werden, und begann noch 1843 ein Studium für einen Lithografen an der Akademie der Bildenden Künste zu Prag, von 1845 bis 1847 unterrichtete ihn der deutsche Maler Christian Ruben. Nach dem Tod seines Vaters im Jahr 1844 war er auf die finanzielle Unterstützung des Adligen Michal Kubín aus der Arwa angewiesen, um sein Hochschulstudium abschließen zu können.
Bald nach dem Hochschulabschluss trat er der slowakischen Nationalbewegung um Ľudovít Štúr bei und war wesentlich an der Gründung einer eigenständigen slowakischen Malerei beteiligt. Sein Werk bestand vor allem aus Porträts, wie die der damaligen slowakischen Persönlichkeiten, aber auch Altarbildern und Ikonen, die verschiedene Kirchen in der Slowakei zieren. Landschaftsgemälde sind bei ihm eher selten und bilden vor allem seine Heimatlandschaft Arwa ab. Einer der Höhenpunkte ist das 1848 gefertigte Temperagemälde Slowakische Volksversammlung mit Menschen in Tracht aus der ganzen Slowakei, aber sein bekanntestes Gemälde ist ein Porträt des Hauptmanns Ján Francisci während der Slowakischen Aufstands. 
Ab 1848 war Bohúň Lehrer im Ort Lučivná unterhalb der Tatra, 1854 wurde er Kunstlehrer an der evangelischen Mädchenschule in Liptovský Mikuláš, dazu war er Mitglied der Matica slovenská. Wegen Überschuldung verließ er 1865 das Gebiet der Slowakei und ließ sich im damals galizischen Ort Lipnik, heute ein Stadtteil von Bielsko-Biała, nieder. 1876 reiste er nach Italien auf der Suche nach seinem Sohn Ľubor Milan, der aus der k. k. Armee desertiert hatte.
Bohúň starb am 20. Mai 1879 an den Folgen einer Lungenentzündung und ist auf dem evangelischen Friedhof in Biała bestattet.

## Würdigung

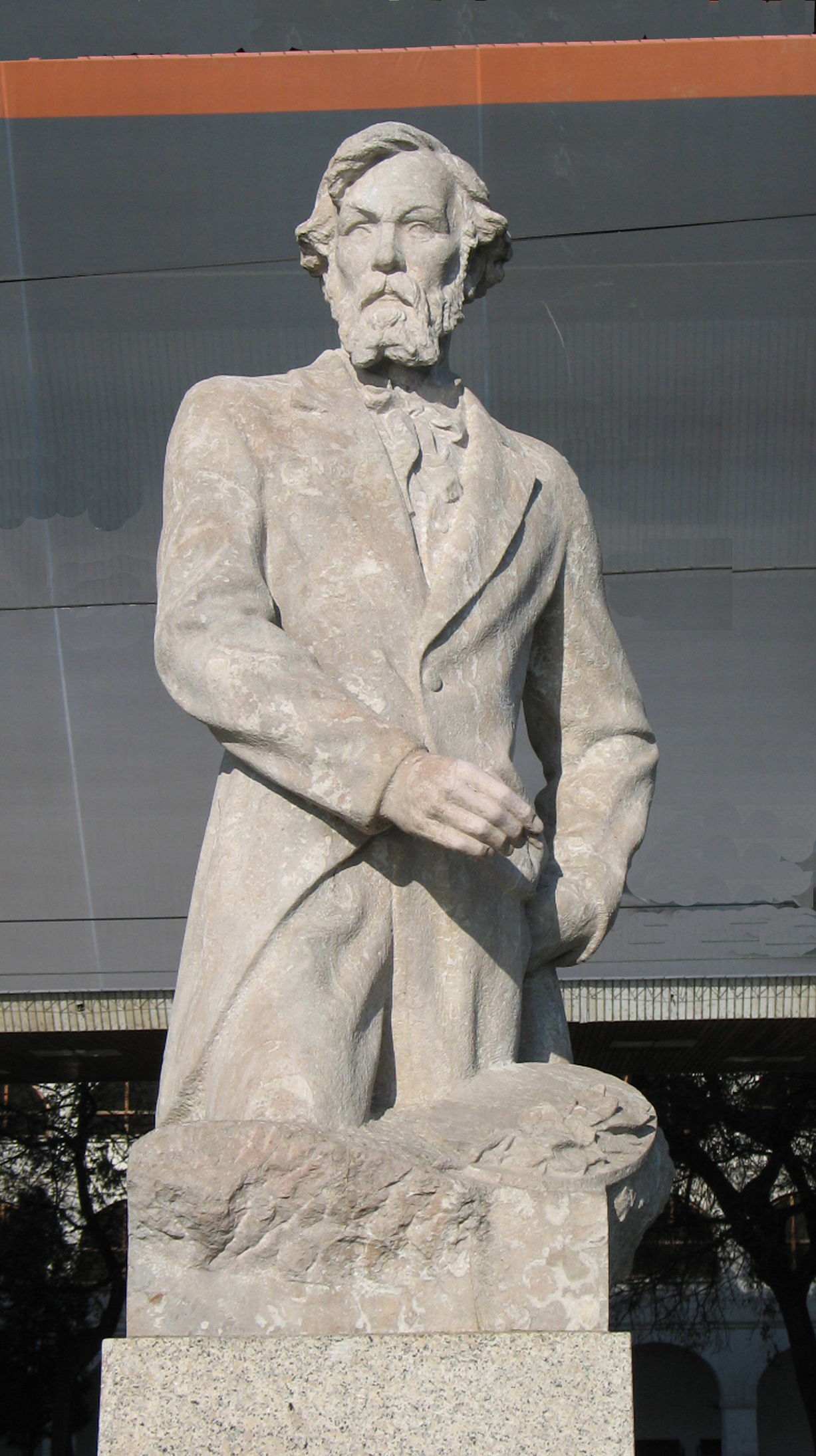
Statue von Peter Michal Bohúň vor der Slowakischen Nationalgalerie in Bratislava

Im Gebäude der ehemaligen evangelischen Mädchenschule in Liptovský Mikuláš ist seit 1955 eine Peter-Michal-Bohúň-Galerie untergebracht.

## Galerie

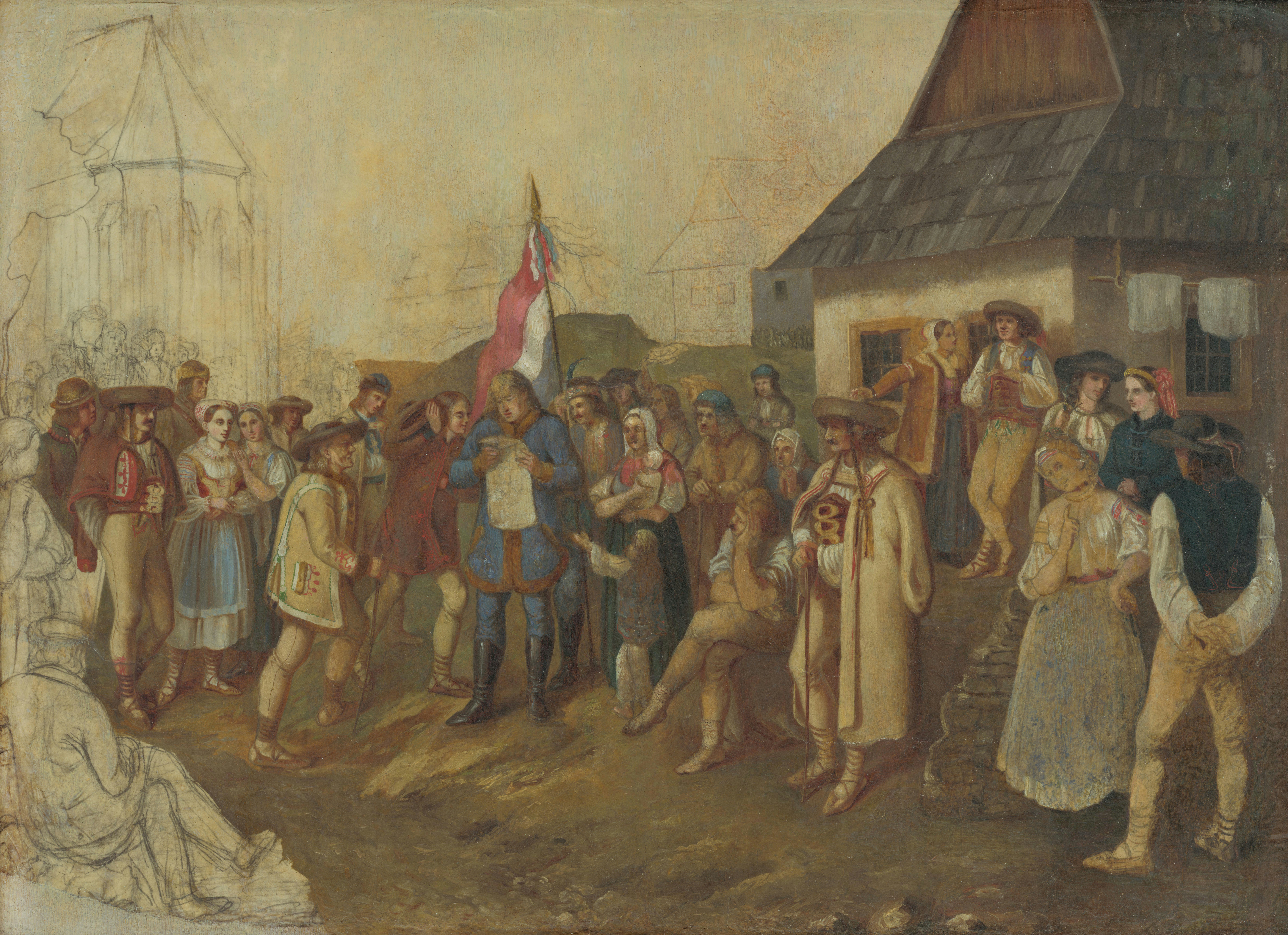
Slowakische Volksversammlung im Frühling 1848
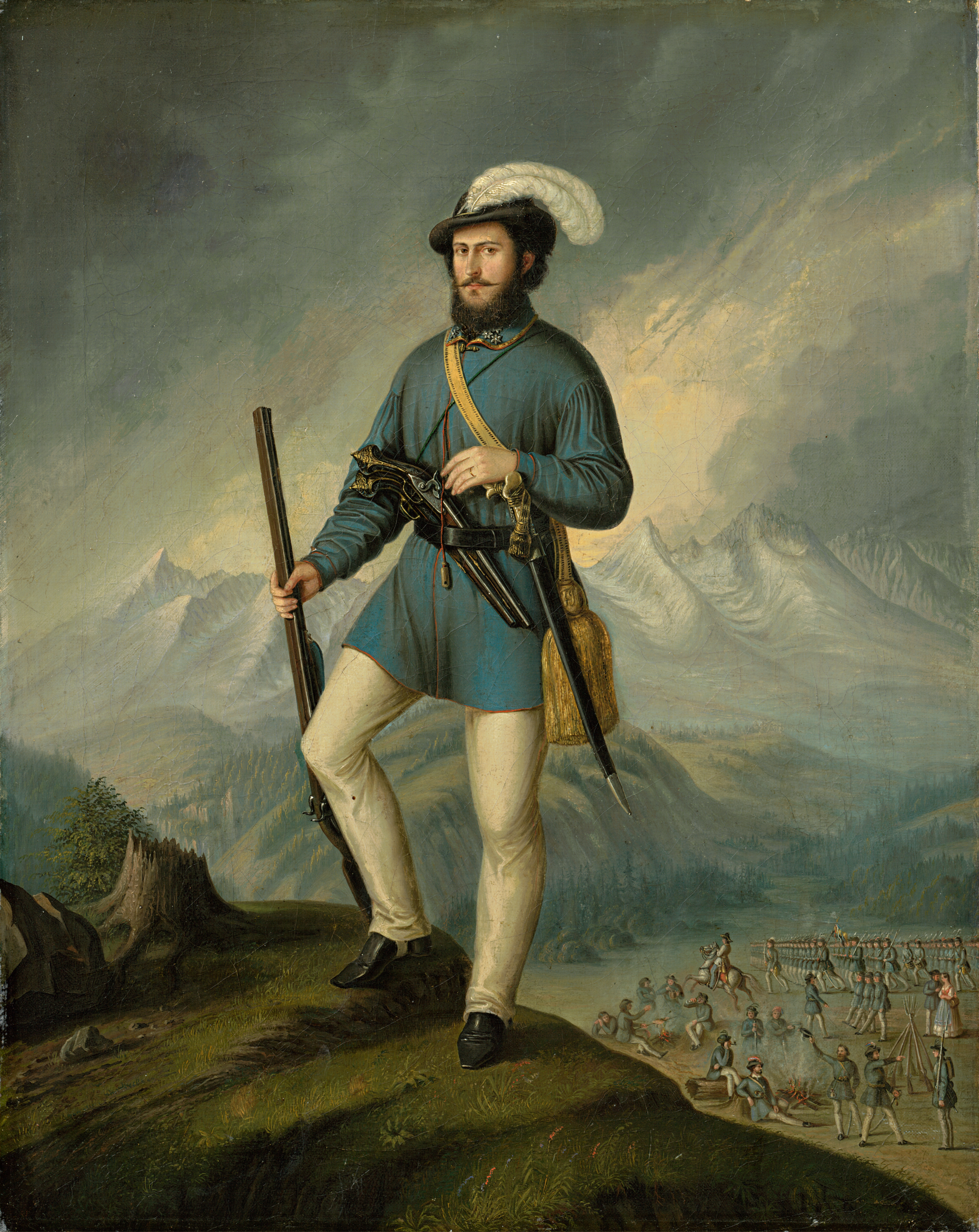
Porträt von Ján Francisci als Hauptmann slowakischer Freiwilligen
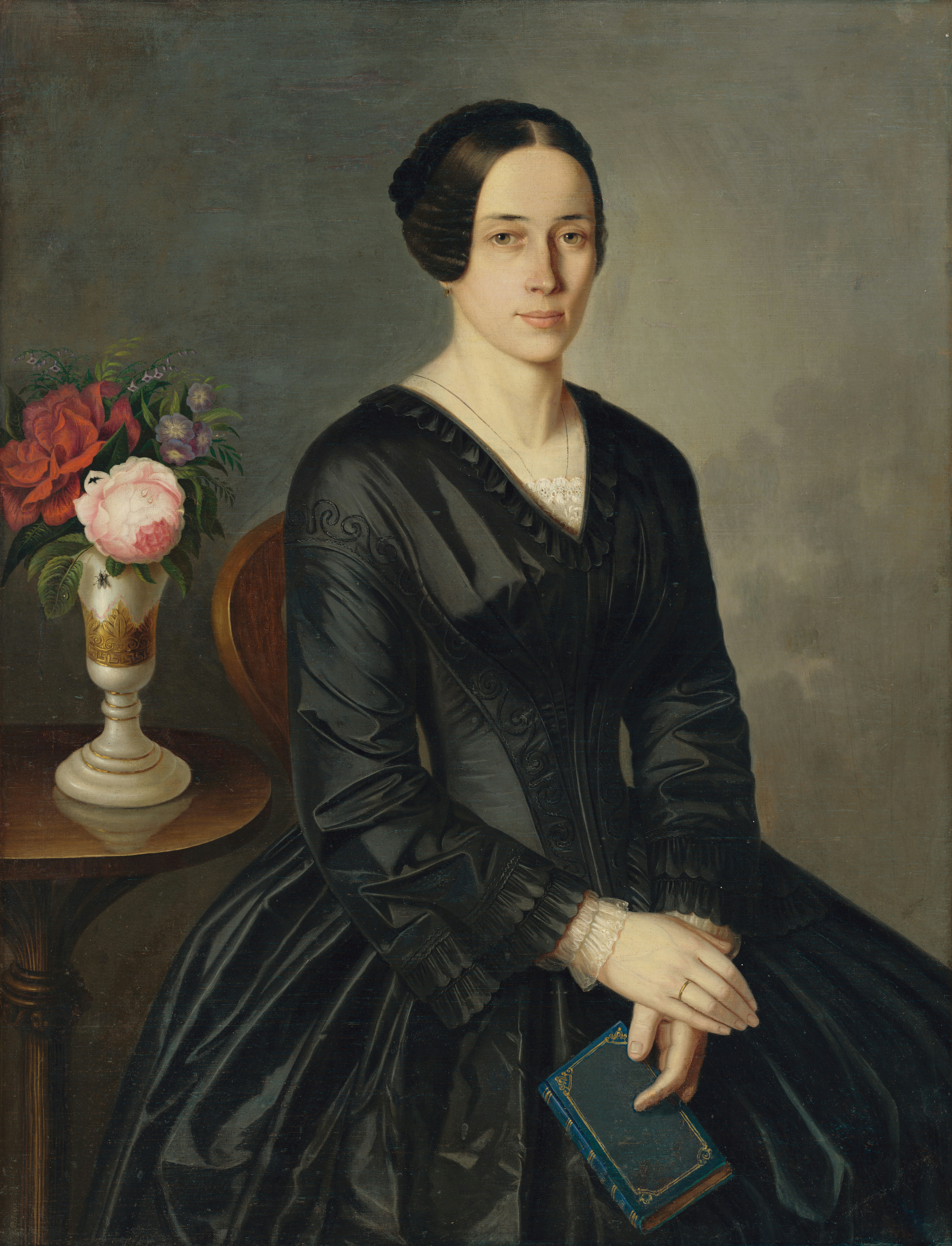
Porträt seiner Gattin Žofia, geb. Klonkay
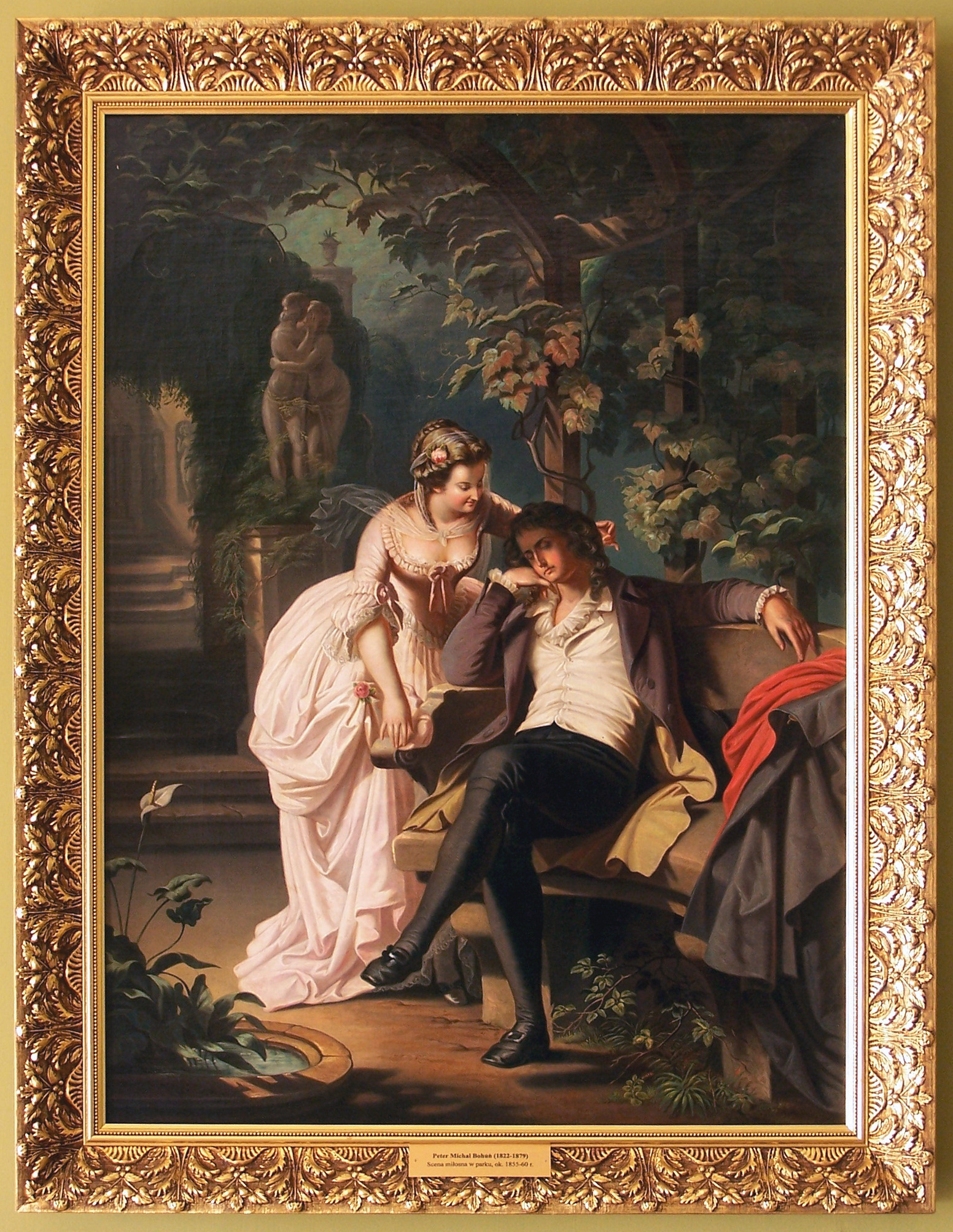
Liebesszene in einem Park